# JR East série E657
La série E657 (E657系, E657-kei) est un type de rame automotrice électrique exploitée par la compagnie East Japan Railway Company (JR East).

## Histoire
La série E657 a été dévoilée par la JR East en décembre 2010 comme la remplaçante des séries 651 et E653. Les premières rames entrent en service commercial le 17 mars 2012.

## Description
Les rames sont composées de 10 caisses en alliage d'aluminium similaires à celles de la série E259. Les cabines de conduite sont surélevées.
La livrée extérieure rose pâle, violet et rouge fait référence aux fleurs des abricotiers du Japon présents dans les régions traversées par ce train.

## Affectation
Les rames de la série E657 assurent l'ensemble des services express Hitachi et Tokiwa entre Shinagawa et Sendai sur les lignes Tōkaidō, Ueno-Tokyo, Jōban et Tōhoku .

## Galerie photos

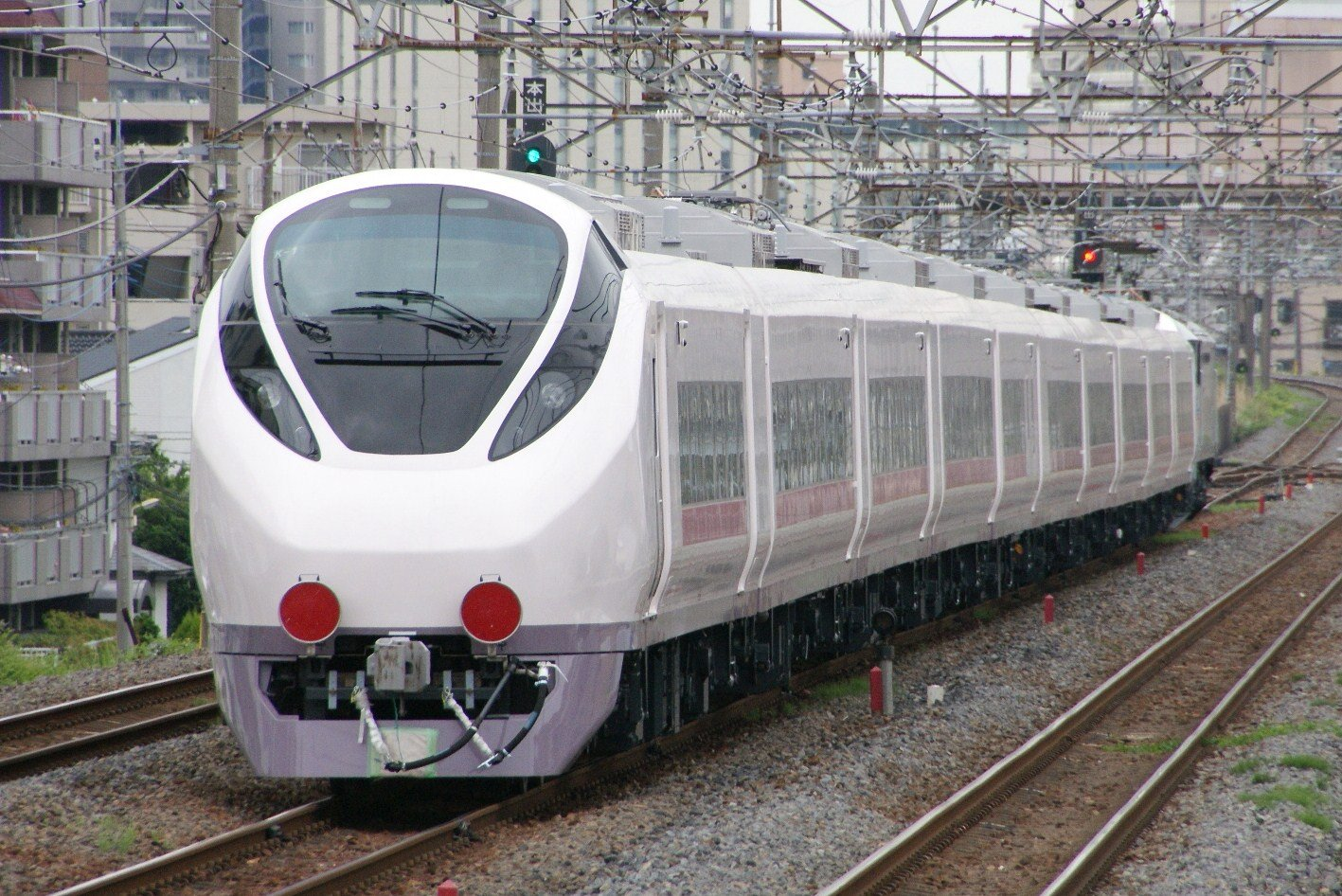
Livraison du premier exemplaire en mai 2011
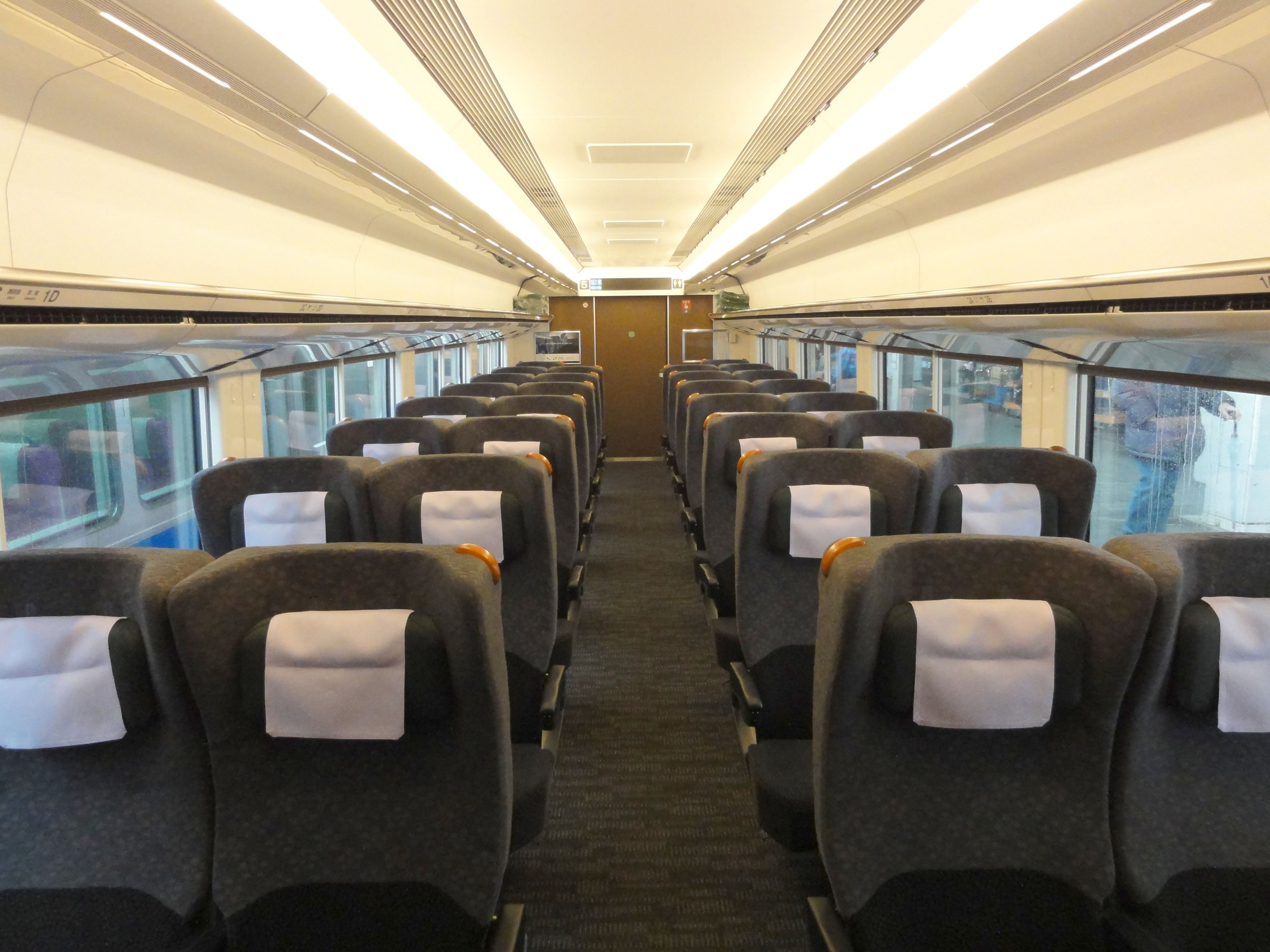
Intérieur de la "Green Class"
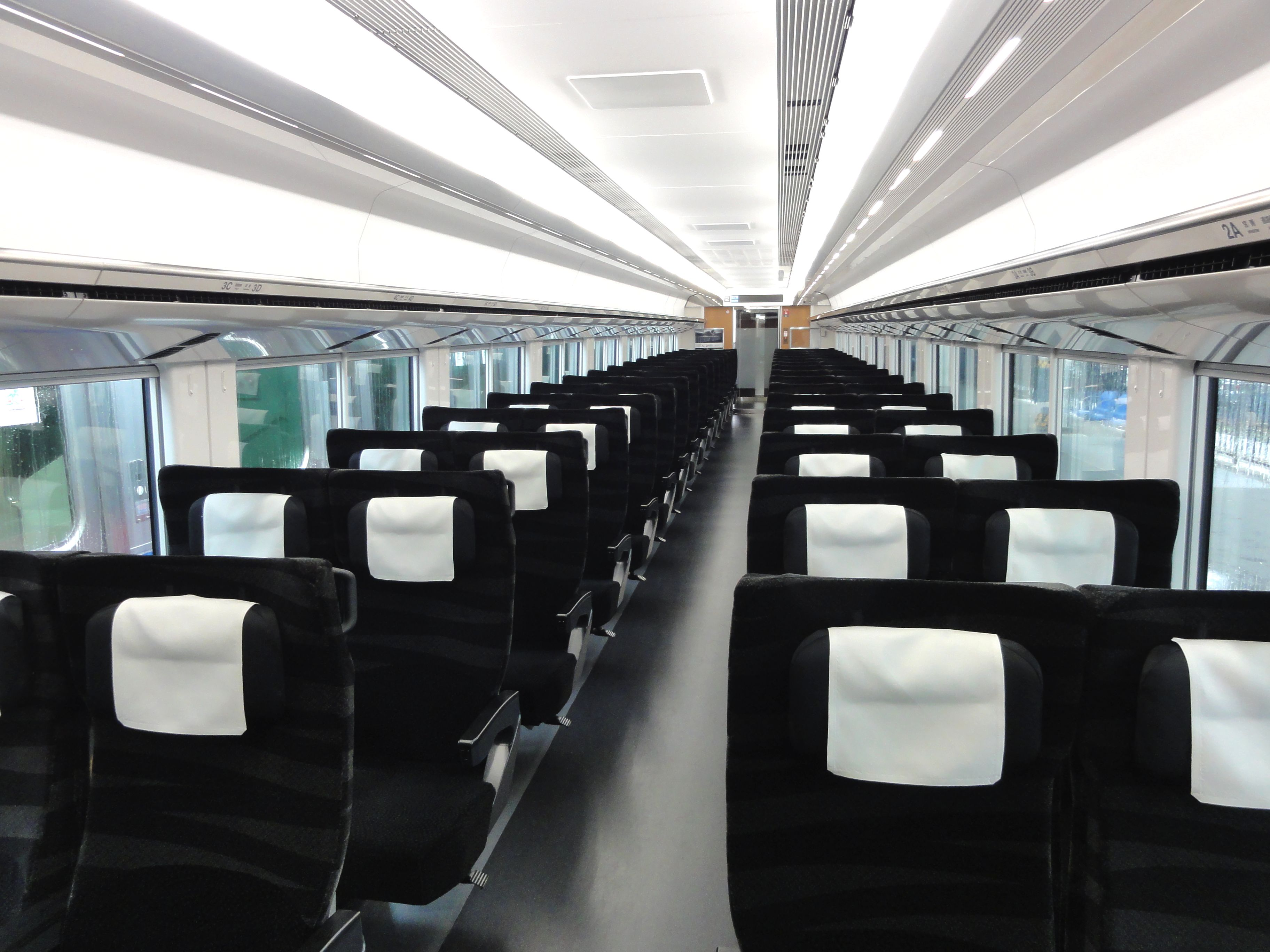
Intérieur de la classe standard